# Orde van de Eerste President van de Republiek Kazachstan Noersoeltan Nazarbajev
De Orde van de Eerste President van de Republiek Kazachstan Noersoeltan Nazarbajev (Kazachs: Назарбаев ордені), in de landstaal "KA3" genoemd, is een hoge onderscheiding van de republiek Kazachstan. De orde heeft een enkele graad; de ridder.
De ridderorde wordt verleend voor bijzondere verdienste voor "de staat, de welvaart en de glorie". Ook bevriende staatshoofden en diplomaten komen voor deze orde in aanmerking. De dragers worden ingeschreven in het "Boek van Glorie" van Kazachstan.
De orde is vernoemd naar Noersoeltan Nazarbajev, president van Kazachstan van 1991 tot 2019.

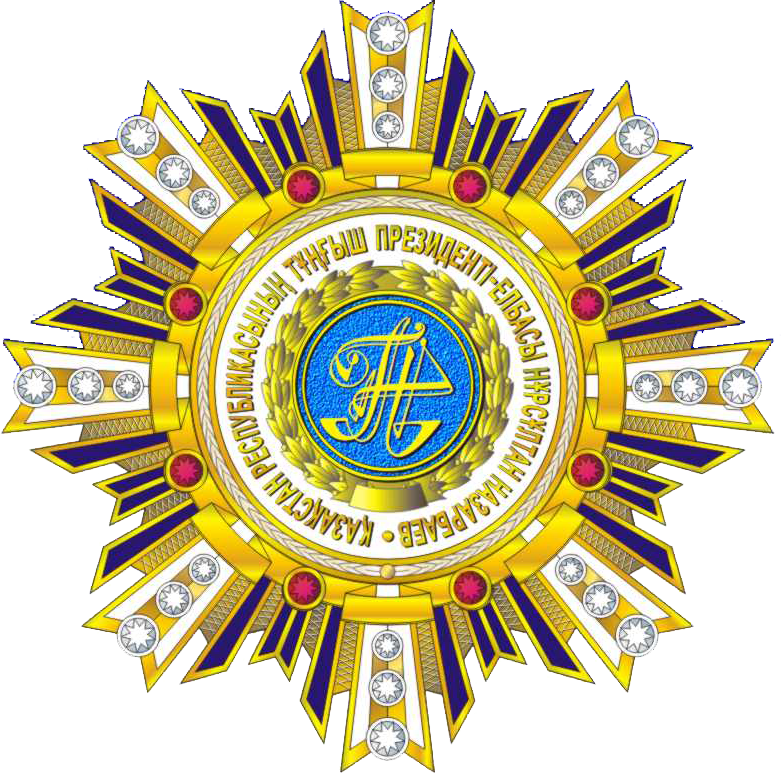
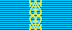
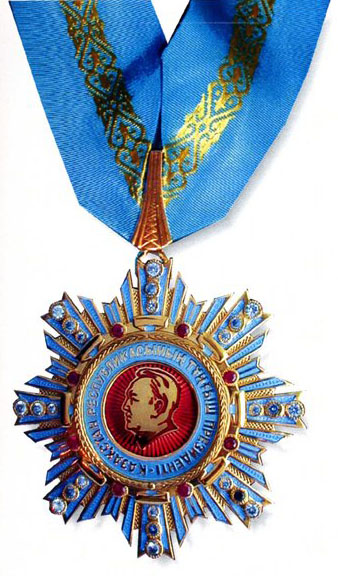
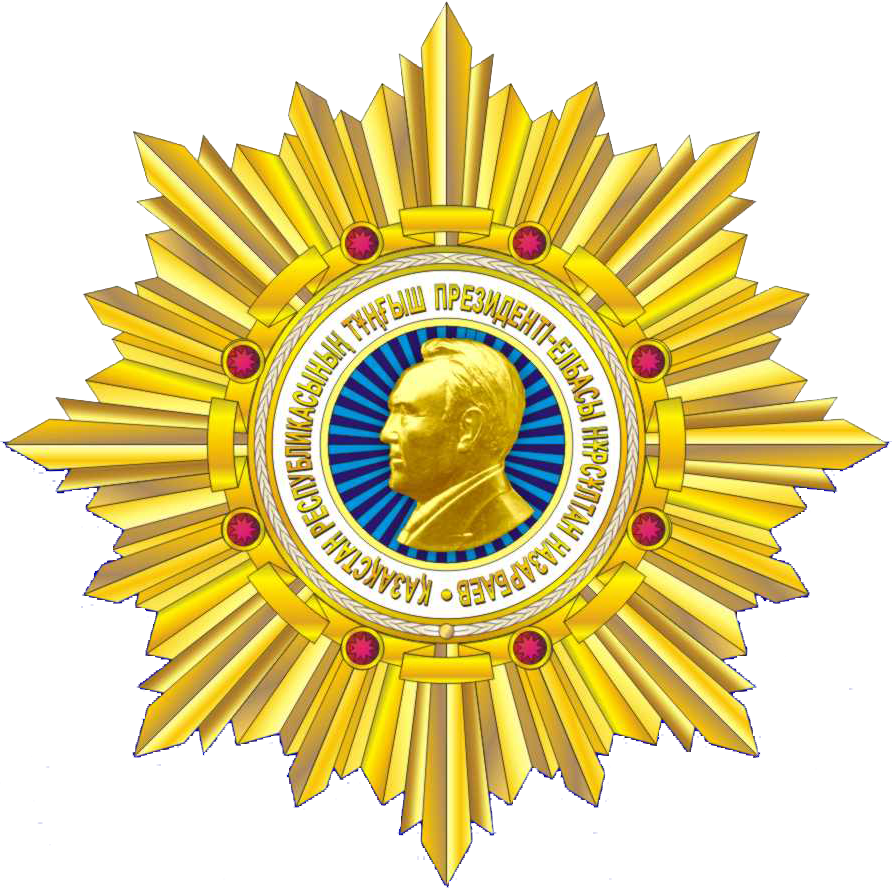